# Municipio de Athens (Iowa)
El municipio de Athens (en inglés: Athens Township) es un municipio ubicado en el condado de Ringgold en el estado estadounidense de Iowa. En el año 2010 tenía una población de 434 habitantes y una densidad poblacional de 4,7 personas por km².

## Geografía
El municipio de Athens se encuentra ubicado en las coordenadas 40°40′41″N 94°4′44″O / 40.67806, -94.07889. Según la Oficina del Censo de los Estados Unidos, el municipio tiene una superficie total de 92.28 km², de la cual 91,76 km² corresponden a tierra firme y (0,56 %) 0,52 km² es agua.

## Demografía
Según el censo de 2010, había 434 personas residiendo en el municipio de Athens. La densidad de población era de 4,7 hab./km². De los 434 habitantes, el municipio de Athens estaba compuesto por el 96,54 % blancos, el 1,15 % eran amerindios, el 1,15 % eran de otras razas y el 1,15 % eran de una mezcla de razas. Del total de la población el 1,61 % eran hispanos o latinos de cualquier raza.